# Daniel Demschar
Daniel Demschar (* 6. Dezember 1994 in Oberndorf bei Salzburg, Österreich) ist ein ehemaliger australischer Skirennläufer.

## Karriere
Demschar gab sein internationales Renndebüt am 5. August 2009 bei einem FIS-Slalom in Mount Buller. Sein erstes internationales Großereignis bestritt er im März 2012 bei den Juniorenweltmeisterschaften in Roccaraso, wobei er mit Rang 48 im Riesenslalom seine beste Platzierung erreichte. Bis zu diesem Zeitpunkt war Demschar hauptsächlich bei FIS-Rennen in den USA sowie bei Rennen des Australia New Zealand Cups an den Start gegangen.
2015 nahm er zum ersten und einzigen Mal an Alpinen Skiweltmeisterschaften teil. Bei den Wettkämpfen in Vail bzw. Beaver Creek schied Demschar jedoch bereits im Qualifikationsrennen für den Slalom aus.
Einen Monat später, am 15. März, startete Demschar zum ersten und einzigen Mal bei einem Weltcuprennen. Beim Slalom von Kranjska Gora konnte er sich jedoch nicht für den zweiten Durchgang qualifizieren. Kurz darauf beendete er schließlich seine aktive Laufbahn als Sportler.

## Privates
Demschar ist der Sohn des ehemaligen österreichischen Skitrainers Herwig Demschar. Seine Mutter Michelle ist Australierin, wodurch er beide Staatsbürgerschaften besitzt. Sein Bruder Dominic Demschar war ebenfalls als Skirennläufer für Australien aktiv.

## Erfolge

### Weltmeisterschaften
- Vail/Beaver Creek 2015: DNQ Slalom

### Juniorenweltmeisterschaften
- Rocacaraso 2012: 48. Riesenslalom, DNF Abfahrt, DNF Super-G, DNF Slalom
- Hafjell 2015: 56. Riesenslalom, DNF Slalom

### Australian New Zealand Cup
- Eine Platzierung unter den besten 10

### Weitere Erfolge
- 5 Siege bei FIS-Rennen
- Bronze bei den australischen Meisterschaften im Slalom (2013)